# Glorieusesöarna

Frankrikes flagga

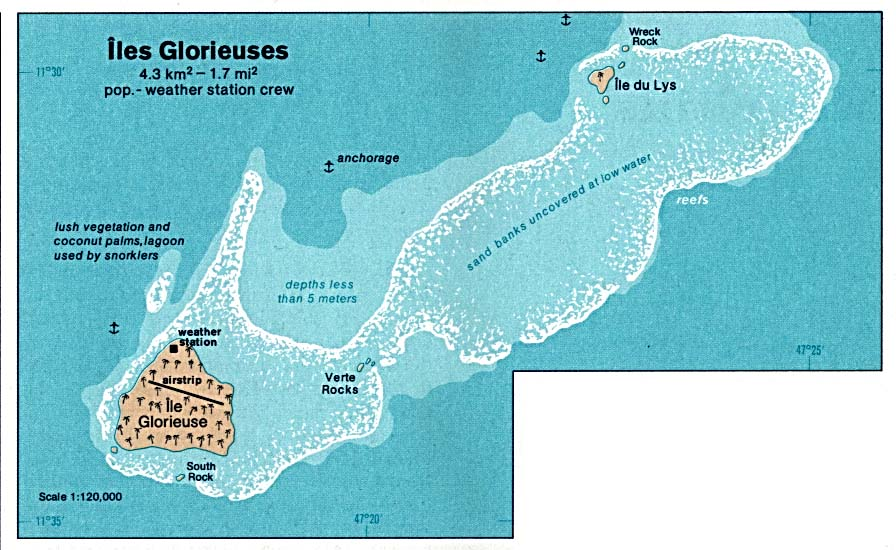
Karta över Glorieusesöarna

Glorieusesöarna (franska, Îles Glorieuses) är en obebodd tropisk ögrupp med huvudön Grande Glorieuse i västra Indiska Oceanen utanför önationen Madagaskars nordvästra kust. 
Glorieusesöarna utgör ett så kallat franskt Territoire d'outre mér sedan 1892 och förvaltas direkt från Frankrike genom prefekten för de Franska sydterritorierna. De ingår i de så kallade Iles Eparses. Såväl Madagaskar som Seychellerna gör anspråk på dem.

## Geografi
Öarna har en area av cirka 5,0 km² och den högsta höjden ligger endast 12 meter över havet. Två av öarna täcks till största delen av ymnig låg vegetation och kokospalmer. Öarna saknar ankarplats och fartyg måste därför lägga till utanför kusten. De har dock ett litet flygfält.

## Historia
Glorieusesöarna namngavs 1888 av de fransmän under ledning av Hippolyte Caltaux som då bosatte sig på huvudön. Öarna införlivades 23 augusti 1892 i kolonin Franska Madagaskar. Efter Madagaskars självständighet 1960 förvaltades de från Reunion och sedan 2005 genom Franska sydterritorierna.